# 袁洪愈
袁洪愈（1516年—1589年），字抑之，號裕春，直隸蘇州府長洲縣赭墩人，明朝政治人物。嘉靖丙午解元，聯捷丁未進士。萬曆年間，官至南京禮部尚書。諡安節。

## 生平
嘉靖二十五年（1546年）丙午科應天鄉試第一名舉人（解元）；二十六年（1547年）聯捷丁未科進士。兵部觀政，授中書舍人，升禮科給事中。他弹劾检讨梁绍儒阿谀攀附权贵，文选郎中白璧揽权卖官，尚书万镗、侍郎葛守礼没有尽到督察下属的职责。明世宗下诏痛责万镗、葛守礼，将白璧投入诏狱，梁绍儒被贬出京城。梁绍儒是大学士严嵩的亲信，严嵩因此大怒，授意吏部尚书吴鹏，将他调出京城，担任福建佥事。此后历任河南参议、山西按察司井陘兵備道副使。嘉靖四十年，担任山东提学副使；嘉靖四十二年，担任湖廣布政使司左參政，均以清正廉洁著称。严嵩垮台，世宗召他担任南京太僕寺少卿。嘉靖四十四年，担任南京鴻臚寺卿。嘉靖四十五年，担任南京太僕寺少卿。隆庆元年，担任南京太常寺卿。隆庆五年（1571年），因病回乡。
万历十一年，出任原职。同年调任南京工部右侍郎，升右都御史，负责南京翰林院事务。万历十二年，担任南京礼部尚书。南京御史谭希思上奏抨击宦官、外戚，并请求遵循旧制，在内阁设置丝纶簿，在宫门设置铁牌。神宗下诏指派南京都察院负责勘查、问讯，打算以诬陷、期满罪名处理谭希思。袁洪愈已经改任别职，代替他的人还没到任，于是他详细陈述谭希思意见，在王可大《国宪家猷》和薛应旗《宪章录》两书中都有记载。神宗认为他的依据不是朝廷颁布的制书，仍然降下谭希思职务。不久袁洪愈上奏请求禁止私自拜见显贵，并极力陈述屯田荒废的害处，请求商人依法承担盐售，以免内地急速运送。朝廷讨论后都予以施行。
万历十五年（1587年），任南京兵部尚書，改南京吏部尚書，同年冬辞职，加太子少保致仕。袁洪愈为官四十餘年，住所不曾增加一根椽木，出入朝廷均徒步而行。七十四岁去世，应天巡抚周孔教捐款将其安葬。赠太子太保，谥安节。

## 家族
祖父袁昂。父袁雯，贈河南右布政使。母皇甫氏，贈夫人。兄世恩、世忠；弟洪志。子袁一鶚，以廕，官治中。饘粥不繼而死。袁一鹍，生员。

## 延伸阅读
[在维基数据编辑]
 《明史卷二百二十一》，出自《明史》